# Ristiinkäytävä
Ristiinkäytävä är en sjö i kommunen Alavo i landskapet Södra Österbotten i Finland. Arean är 40 hektar och strandlinjen är 4,86 kilometer lång. Sjön  ingår i Lappo å huvudavrinningsområde.   Den ligger omkring 54 kilometer sydöst om Seinäjoki och omkring 270 kilometer norr om Helsingfors. 